# Plerguer
Plerguer é uma comuna francesa na região administrativa da Bretanha, no departamento Ille-et-Vilaine. Estende-se por uma área de 20,14 km². Em 2010 a comuna tinha 2 807 habitantes (densidade: 139,4 hab./km²).